# Mothermania
Mothermania är ett album av the Mothers of Invention. Albumet är ett samlingsalbum. Vissa låtar är en ny version av en gammal låt, som till exempel "Mother People" från We're Only in It for the Money.

## Låtlista
Alla låtar är skrivna och komponerade av Frank Zappa. 
| 1. | Brown Shoes Don't Make It | Absolutely Free                | 7:26 |
| 2. | Mother People             | We're Only in It for the Money | 1:41 |
| 3. | Duke of Prunes            | Absolutely Free                | 5:09 |
| 4. | Call Any Vegetable        | Absolutely Free                | 4:31 |
| 5. | The Idiot Bastard Son     | We're Only in It for the Money | 2:26 |

| 6.           | It Can't Happen Here                   | Freak Out!      | 3:13  |
| 7.           | You're Probably Wondering Why I'm Here | Freak Out!      | 3:37  |
| 8.           | Who Are the Brain Police?              | Freak Out!      | 3:22  |
| 9.           | Plastic People                         | Absolutely Free | 3:40  |
| 10.          | Hungry Freaks, Daddy                   | Freak Out!      | 3:27  |
| 11.          | America Drinks & Goes Home             | Absolutely Free | 2:43  |
| Total längd: | Total längd:                           | Total längd:    | 40:34 |